# Medlingen
Medlingen település Németországban, azon belül Bajorországban. Lakosainak száma 1013 fő (2023. december 31.).

## Népesség
A település népessége az elmúlt években az alábbi módon változott:
| Lakosok száma | 917  | 868  | 992  | 1001 | 1029 | 1042 | 1009 | 1021 | 1024 | 1013 |
|               | 1970 | 1975 | 2011 | 2012 | 2014 | 2015 | 2017 | 2019 | 2022 | 2023 |